# Alfredo Valadas
Pour les articles homonymes, voir Valadas et Mendes.
Alfredo Valadas Mendes est un footballeur portugais né le 15 février 1912 à Beja et mort en 1994.

## Carrière

### En tant que joueur
- 1931-1933 :  Sporting Portugal
- 1933-1934 :  SL Beja
- 1934-1944 :  Benfica Lisbonne

### En tant qu'entraîneur
- 1947-1949 :  Vitória Guimarães
- 1959-1960 :  CD Feirense

## Palmarès

### En club
Avec le Benfica Lisbonne :
- Champion du Portugal en 1936, 1937, 1938, 1942 et 1943
- Vainqueur de la Coupe du Portugal en 1943